# Horváth Attila (jogtörténész)
Horváth Attila (Budapest, 1959 (?) —) magyar jogtörténész, alkotmánybíró, egyetemi tanszékvezető. A Pázmány Péter Katolikus Egyetem Jog- és Államtudományi Egyetemének egyik alapító tanára, 2016. november 22-e óta az Alkotmánybíróság tagja 2016. december 1-i hatállyal.

## Életrajza
Az ELTE Állam- és Jogtudományi Karán 1986-ban, a ELTE Bölcsészettudományi Karán 1987-ben végzett. 1986 óta tanít az ELTE Állam- és Jogtudományi Kar Magyar Állam- és Jogtörténeti Tanszékén. A Pázmány Péter Katolikus Egyetem Jog- és Államtudományi Egyetemének egyik alapító tanára. A Nemzeti Közszolgálati Egyetem Állam és Közigazgatási Karán 2013. július 1-én tanszékvezető lett, 2013. szeptember 1-től intézetvezető. 2017 februárja óta egyetemi tanár (többek között tanít az ELTE-n, az NKE-n  és a PPKE-n).
2025. április 1-től 2025. június 10-ig az Alkotmánybíróság elnökhelyettese.

## Kitüntetései
- 2011-ben a Magyar Köztársaság Arany Érdemkereszttel tüntette ki a köztársasági elnök.
- 2013 óta Budapesten a XVI. kerület díszpolgára.